# Eleição parlamentar no Peru em 2020
Eleições parlamentares foram realizadas no Peru em 26 de janeiro de 2020 após terem sido convocadas antecipadamente pelo presidente em exercício à época Martín Vizcarra em consequência de sua decisão em dissolver o Congresso da República em 30 de setembro do ano anterior.
Todos os 130 congressistas correspondentes aos 26 distritos eleitorais serão eleitos para o cargo pelo restante do período de 2016-2021. Foi a sétima eleição parlamentar sob a Constituição de 1993, que criou o atual Congresso da República do Peru.

## Contexto
Em 30 de setembro de 2019, o Presidente do Conselho de Ministros, Salvador del Solar, emitiu um voto de confiança perante o Congresso por se recusar a aprovar um projeto de lei que modifica o processo de eleição dos juízes do Tribunal Constitucional. O voto de confiança procurou impedir a eleição de magistrados, modificar a Lei Orgânica do Tribunal Constitucional e a designação dos tribunos. No entanto, a Sessão Plenária do Congresso decidiu continuar com a eleição dos magistrados e ignorou o voto de confiança apresentado por Del Solar. O Presidente Martín Vizcarra considerou este voto de desconfiança e prosseguiu com a dissolução do Congresso e a convocação de novas eleições, de acordo com o artigo 134 da Constituição.
Artigo 134: O Presidente da República tem o poder de dissolver o Congresso se ele tiver censurado ou votado contra dois Conselhos de Ministros.
O decreto de dissolução também pedia novas eleições para substituir o congresso existente. De acordo com a lei, as eleições serão realizadas dentro de quatro meses a partir da data da dissolução, sem alterar o sistema eleitoral preexistente. O Congresso não pode ser dissolvido no último ano do mandato do congresso, que seria 2021. Uma vez dissolvido o Congresso, o Comitê Permanente do Congresso ainda permanece em operação, que não pode ser dissolvido.

## Cronograma
O cronograma de atividades das eleições para o congresso do Peru de 2020:
| Cronograma eleitoral                                                                                          | Cronograma eleitoral   |
| --- | ---------------------- |
| Convocação para novas eleições                                                                                | 30 de setembro de 2019 |
| Envio da lista do registro inicial pelo Registro Nacional de Identificação e Estado Civil (Reniec) para o JNE | 7 de outubro de 2019   |
| O período para as eleições partidárias                                                                        | 11 de outubro de 2019  |
| Último dia para enviar renúncias para solicitar outra organização política                                    | 11 de outubro de 2019  |
| Último dia para registrar alianças políticas                                                                  | 31 de outubro de 2019  |
| Fim do período para eleições partidárias                                                                      | 6 de novembro de 2019  |
| Aprovação do rolo eleitoral                                                                                   | 16 de novembro de 2019 |
| Prazo para envio da lista de candidatos                                                                       | 18 de novembro de 2019 |
| Encerramento do registro de organizações políticas                                                            | 18 de novembro de 2019 |
| Prazo para publicação de listas aceitas                                                                       | 3 de dezembro de 2019  |
| Prazo para exclusão, renúncia e retirada de candidatos                                                        | 27 de dezembro de 2019 |
| Dia das eleições                                                                                              | 26 de janeiro de 2020  |

## Sistema eleitoral
Os 130 membros do Congresso são eleitos em 26 distritos constituintes com múltiplos membros, usando a representação proporcional de lista aberta. Para entrar no Congresso, os partidos devem cruzar o limiar eleitoral de 5% nacionalmente ou ganhar pelo menos sete assentos em um círculo eleitoral. Os assentos são atribuídos aplicando o método D'Hondt.

## Resultados
Resultados preliminares com 100% dos votos contabilizados.
| Partido    | Partido                         | Resultado  | Resultado | Assentos | +/–     |
| Partido    | Partido                         | Votos      | %         | Assentos | +/–     |
| ---------- | ------------------------------- | ---------- | --------- | -------- | ------- |
|            | Ação Popular                    | 1.518.171  | 10,26%    | 25 / 130 | 20      |
|            | Podemos Peru                    | 1.240.716  | 8,38%     | 11 / 130 | Novo    |
|            | Frente Popular Agrícola do Peru | 1.240.084  | 8,38%     | 15 / 130 | 15      |
|            | Aliança para o Progresso        | 1.178.020  | 7,96%     | 22 / 130 | 13      |
|            | Partido Morado                  | 1.095.491  | 7,40%     | 9 / 130  | Novo    |
|            | Força Popular                   | 1.081.174  | 7,31%     | 15 / 130 | 58      |
|            | União pelo Peru                 | 1.001.716  | 6,77%     | 13 / 130 | 13      |
|            | Frente Ampla                    | 911.701    | 6,16%     | 9 / 130  | 11      |
|            | Somos Peru                      | 895.700    | 6,05%     | 11 / 130 | 11      |
|            |                                 |            |           |          |         |
|            | Juntos pelo Peru                | 710.462    | 4,80%     | 0 / 130  | Novo    |
|            | Partido Popular Cristão         | 590.378    | 3,99%     | 0 / 130  | Estável |
|            | Democracia Direta               | 543.956    | 3,68%     | 0 / 130  | Estável |
|            | Peru Livre                      | 502.898    | 3,40%     | 0 / 130  | Novo    |
|            | Partido Aprista                 | 402.330    | 2,72%     | 0 / 130  | 5       |
|            | Avança País                     | 373.113    | 2,52%     | 0 / 130  | Novo    |
|            | Peru Pátria Segura              | 350.121    | 2,37%     | 0 / 130  | Estável |
|            | Vamos Peru                      | 311.413    | 2,10%     | 0 / 130  | Novo    |
|            | Renascimento Unido Nacional     | 265.564    | 1,79%     | 0 / 130  | Novo    |
|            | Partido Solidariedade Nacional  | 221.123    | 1,49%     | 0 / 130  | Estável |
|            | Peru Nação                      | 206.128    | 1,39%     | 0 / 130  | Novo    |
|            | Contigo                         | 158.120    | 1,07%     | 0 / 130  | Novo    |
|            |                                 |            |           |          |         |
|            | Votos válidos                   | 14.798.379 | 80,56%    |          |         |
|            | Votos brancos/nulos             | 3.570.709‬  | 19,44%    |          |         |
|            | Total                           | 18.369.088 | 100%      | 130      | -       |
|            |                                 |            |           |          |         |
|            | Participação                    | 18.369.088 | 74,07%    |          |         |
|            | Abstenção                       | 6.392.863  | 25,93%    |          |         |
|            | Eleitorado                      | 24.761.951 | 100%      |          |         |
|            |                                 |            |           |          |         |
| FonteːONPE |                                 |            |           |          |         |